# سيمون روز (لاعب كريكيت)
سيمون روز (6 يناير 1989 في المملكة المتحدة - ) (بالإنجليزية: Simon Rose)‏ هو لاعب كريكت بريطاني. لعب مع Loughborough MCC University ‏ وWiltshire County Cricket Club ‏.

## وصلات خارجية
- سيمون روز على موقع إي آس بي آن كريك إنفو (الإنجليزية)